# 6 Pułk Artylerii Ciężkiej (II RP)
6 pułk artylerii ciężkiej Obrońców Lwowa (6 pac) – oddział artylerii ciężkiej Wojska Polskiego w II Rzeczypospolitej.
6 pułk artylerii ciężkiej został sformowany w 1921 we Lwowie z połączenia 5 i 12 dywizjonów artylerii ciężkiej. Do 1939 jednostka stacjonowała w garnizonie Lwów (Okręg Korpusu nr VI) i pod względem szkoleniowym podlegała dowódcy 6 Grupy Artylerii. W kampanii wrześniowej jego zmobilizowane dywizjony walczyły na różnych odcinkach frontu.

## Geneza i walki przyszłych pododdziałów pułku

### 5 dywizjon artylerii ciężkiej
Baterie późniejszego 5 dac formowały się samorzutnie we Lwowie w końcu listopada 1918. Przyjęły nazwy: „Basia”, „Iwan” i „Longinus”. W styczniu 1919 baterie utworzyły 4 pułk artylerii ciężkiej. Wkrótce pułk zmienił numer na 5 pac. Ostateczna jego nazwa to 5 dywizjon artylerii ciężkiej. W listopadzie 1921 stał się jednym z dywizjonów „pokojowego” 6 pac.
Baterie późniejszego 5 dac walczyły we Lwowie, a następnie wzięły udział w walkach na froncie ukraińskim do rzeki Seret. W Zbarażu pozostawały do 13 sierpnia 1919. W sierpniu przesunięto dywizjon na linię Zbrucza. Tu dywizjon wspierał działania 19 pułku piechoty. Po walkach odszedł do Tarnopola. Tam przezbrojono dywizjon.
Od maja 1920 dywizjon działał na kierunku Latyczów – Lityń – Winnica – Niemirów. 27 maja przerzucono go na front północny w rejon Głębokiego. Tam walczył do 3 lipca.
Od 4 lipca prowadził działania opóźniające na kierunku Głębokie – Lida – Szczuczyn – Grodno – Białystok i dalej na Warszawę.
Pod Warszawą 5 dac (bez 1 ba) podporządkowano 5 DP i skierowano na front lwowski. Tu uczestniczył w pościgu na kierunku Złoczów – Brody – Radziwiłłów – Krasiłów. 1 bateria wspierała walki 14 DP pod Warszawą, a następnie dołączyła do macierzystego dywizjonu. W październiku 1920 dywizjon skierowano do Jarosławia, a następnie do Lwowa.

### 12 dywizjon artylerii ciężkiej
12 dac wywodzi swój rodowód z 3 pułku artylerii ciężkiej Błękitnej Armii. Po przybyciu do Polski wydzielono z pułku jeden dywizjon i przemianowano go na 12 dac. W 1921 wcielono go do nowo powstałego 6 pac.
12 dac do końca sierpnia 1919 pozostawał w okolicach Warszawy. We wrześniu przegrupowany został do Wilna. Tam do połowy marca 1920 prowadził działania organizacyjne i szkoleniowe. Od 15 marca dywizjon podporządkowano dowódcy 14 Dywizji Piechoty. W jej składzie wziął udział w walkach na froncie północnym. Potem prowadził działania odwrotowe wycofując się przez Słuck – Baranowicze – Kobryń aż pod Dęblin. Tam 12 sierpnia zajął stanowiska ogniowe i wspierał 14 DP w czasie bitwy warszawskiej. W jej składzie przeszedł też do pościgu. Walki zakończył w rejonie Mińska.
Obydwa dywizjony w bojach straciły: 2 oficerów i 18 szeregowych poległych, 2 oficerów i 18 szeregowych rannych oraz 3 oficerów i 44 szeregowych zmarłych z chorób.

### Kawalerowie Virtuti Militari
Krzyżem Srebrnym Orderu Wojskowego Virtuti Militari zostało odznaczonych czterech żołnierzy pułku:
kan. Ludwik Kornella,
mjr Tadeusz Łodziński,
por. Kazimierz Schirmer,
pchor. Tadeusz Zdzisław Sklepiński.
Ponadto 12 oficerów i 48 szeregowych zostało odznaczonych Krzyżem Walecznych.

## Formowanie pułku
Po zawieszeniu broni 5 dywizjon artylerii ciężkiej skierowany został do Jarosławia, gdzie stopniowo przeprowadzono demobilizację. W sierpniu 1921 skierowany został do Lwowa. 12 dywizjon artylerii ciężkiej, po krótkim postoju w Baranowiczach, skierowany został 15 listopada do Tarnopola i zajął kwatery w Chodaczkowie, Dragonowcach i Zabojkach. Tam przeprowadzono demobilizację, a 9 września 1921 dywizjon przetransportowano koleją do Lwowa. W tym czasie MSWojsk. rozwiązało 5 Lwowską Brygadę Artylerii, a na jej miejsce utworzyło 6 pułk artylerii ciężkiej, z dowódcą ppłk. Tadeuszem Łodzińskim. Trzonem nowo powstałej jednostki stały się wojenne 5 Lwowski i 12 Kresowy dywizjon artylerii ciężkiej.

## 6 pac we Lwowie

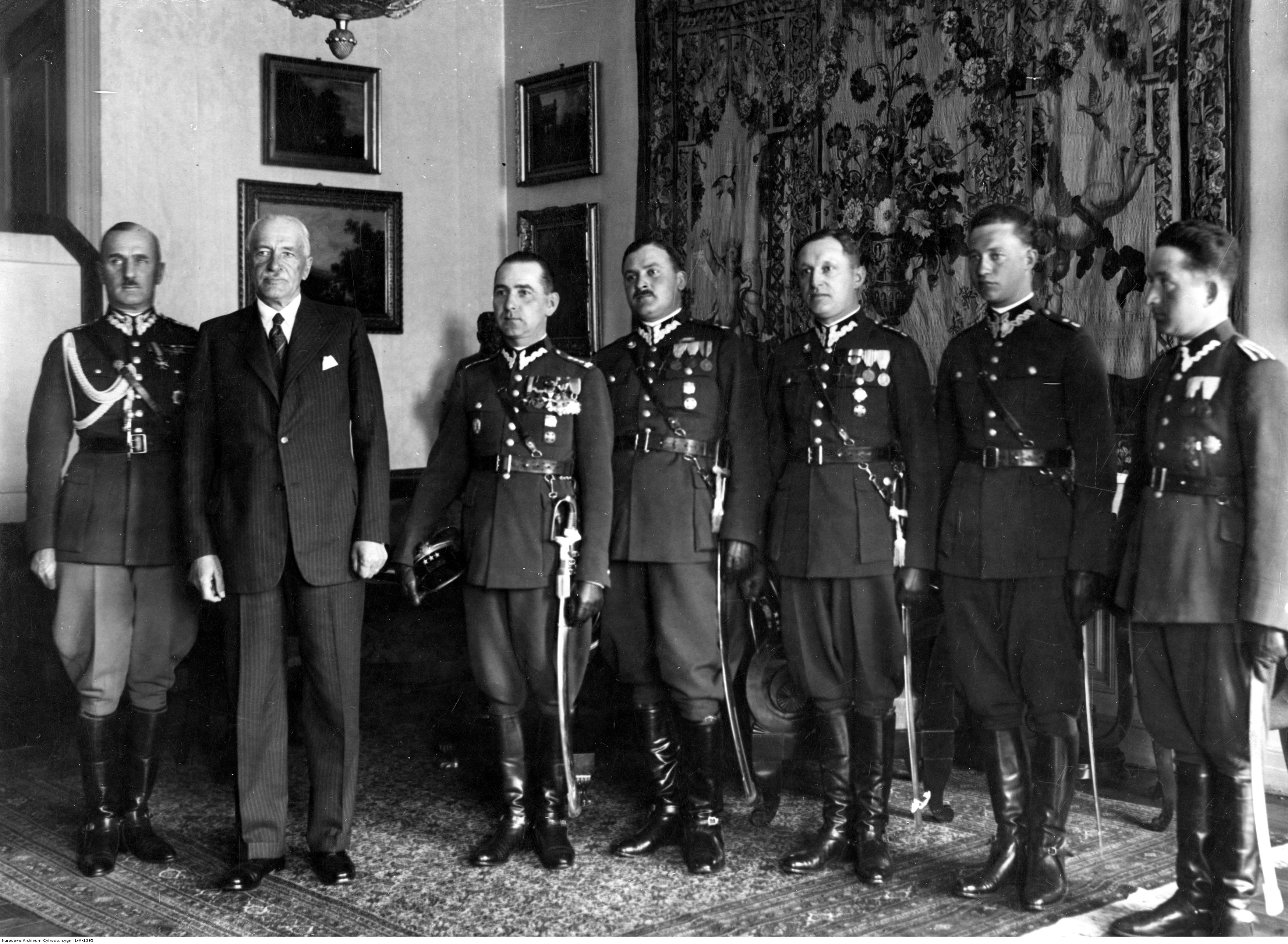
Delegacja 6 pac na audiencji u prezydenta RP Ignacego Mościckiego; 10 kwietnia 1934

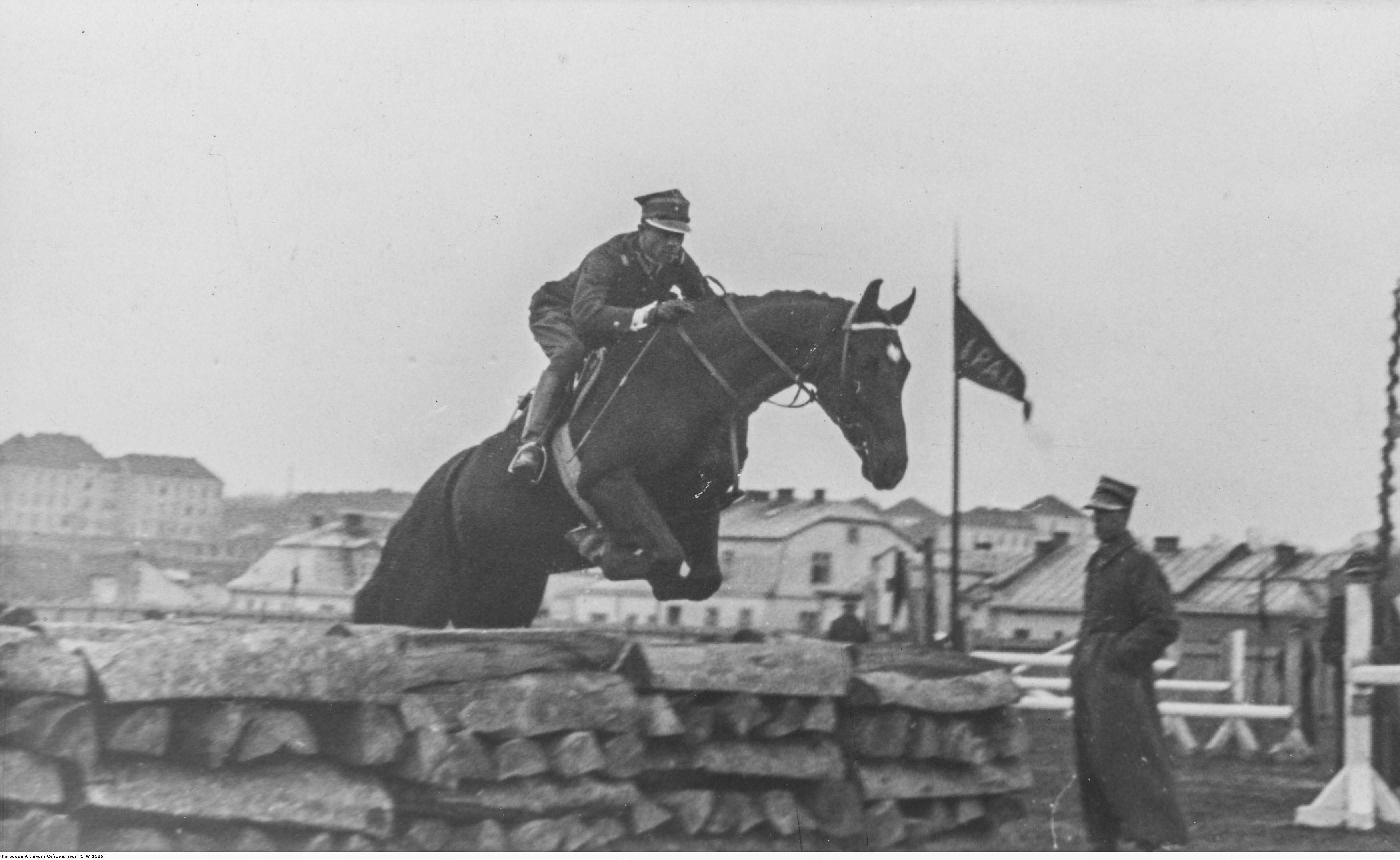
Zawody konne w 6 pac we Lwowie – przeszkodę pokonuje mjr Józef Trenkwald z 14 puł.; kwiecień 1936

### Zakwaterowanie
Początkowo dowództwo pułku mieściło się w koszarach gen. Bema przy ul. Grodzkiej, jednak już 27 października przeniesione zostało do koszar Czerwony Klasztor przy ul. Teatyńskiej 6. Od 24 listopada stacjonował tu także I dywizjon (wcześniej przez 2 miesiące kwaterował w Jaworowie). II dywizjon zakwaterowany został na Filipówce przy ul. Terasiewicza. W 1923 pułk otrzymał do dyspozycji magazyny w koszarach przy ul. Teatyńskiej 16 i przy ul. Kopcowej 7. Przy Kopcowej stacjonowała także kadra baterii zapasowej. Od 8 stycznia 1922 pułk posiadał własną kuźnię, a w marcu 1924 uruchomione zostały dodatkowo warsztaty „stelmacharskie”. W 1929 warsztaty pułkowe urządzono w wozowni na Wulce. Były tam warsztaty puszkarskie, rusznikarskie, kołodziejskie, kuźnia oraz pralnia. W 1929 pododdziały 6 pułku artylerii ciężkiej przeniosły się do koszar Sowińskiego zwalnianych przez 13 dywizjon artylerii konnej. W Czerwonym Klasztorze pozostał jedynie 6 samodzielny daplot.

### Oświata i szkolenie
Od grudnia 1921 pododdziały pułku przystąpiły do intensywnego szkolenia. Rozpoczęto prowadzenie kursów dokształcających dla oficerów z zakresu szkoły średniej oraz przymusową naukę analfabetów. Podczas szkoły ognia na OC „Leśna” w 1931 pułk uzyskał najlepsze wyniki strzelania spośród wszystkich jednostek artylerii. Na wysokim poziomie w pułku stało też wyszkolenie jeździeckie. Zauważył to między innymi inspektor armii, gen. Juliusz Rómmel, który to podczas inspekcji w 1932 osobiście wydał ćwiczącym oficerom–artylerzystom typowo kawaleryjskie komendy „szable w dłoń” i „do boju”. Pierwsze oficjalne zawody hippiczne odbyły się w 6 pac w dniach 20 i 23 lipca 1922 i składały się z siedmiu dyscyplin. Rozkazem dowódcy pułku nr 72 z 14 marca 1922 utworzono bibliotekę. Książki, przede wszystkim fachowe, kupowano ze składek kadry, natomiast część książek beletrystycznych pochodziła z darów samych żołnierzy, kadry, osób cywilnych, a także różnych instytucji.

### Święta w 6 pac
Rozkazem dowódcy pułku nr 278 z 3 grudnia 1925 święto pułkowe wyznaczone zostało na pierwszy dzień Świąt Wielkanocnych. W tym dniu, w 1919, I (5) dywizjon zapoczątkował swoim ogniem ostateczne oswobodzenie Lwowa. Także w tym dniu we Francji został utworzony został II (12) dywizjon. 19 maja 1927 minister spraw wojskowych marszałek Polski Józef Piłsudski ustalił i zatwierdził dzień 21 kwietnia jako datę święta pułkowego. Z nieznanych przyczyn przez kilka lat nie obchodzono święta pułkowego. Po raz pierwszy dzień ten został zaakcentowany dopiero w roku 1931, a od 1932 dzień 21 kwietnia obchodzono już uroczyście. Organizowano pogadanki o historii pułku, zawody sportowe, zabawy, defilady, wspólne uroczyste obiady z udziałem zaproszonych gości.

### Zmiany etatowe w pułku
W pierwszym okresie swego istnienia 6 pac składał się z dowództwa pułku, I i II dyonu, kadry baterii zapasowej i kompanii gospodarczej. Wkrótce udało się utworzyć dowództwo III dyonu z 7. i 8. baterią. Jednocześnie rozwiązano 6 baterię. W ten sposób tylko „manewrowy” I dywizjon posiadał trzy baterie, a pozostałe po dwie. W 1927 ujednolicono strukturę dywizjonów likwidując 3 baterię. Ponadto dowódcy 6 pac od 1922 była podporządkowana 6 samodzielna bateria OPL, która to z dniem 17 maja 1926 została przeorganizowana na 7 samodzielny dywizjon artylerii przeciwlotniczej, przemianowany następnie na 6 sdaplot. W 1931 dywizjon przeciwlotniczy usamodzielnił się i wyszedł ze struktur pułku.
30 listopada 1938 minister spraw wojskowych generał dywizji Tadeusz Kasprzycki nadał 6 pułkowi artylerii ciężkiej nazwę „6 pułk artylerii ciężkiej Obrońców Lwowa”.
| Struktura organizacyjna i obsada personalna w marcu 1939 | Struktura organizacyjna i obsada personalna w marcu 1939 |
| Obsada personalna pułku w 1928                           | Obsada personalna pułku w 1928                           |
| -------------------------------------------------------- | -------------------------------------------------------- |
| dowódca pułku                                            | płk SG dr Wojciech Pietras                               |
| zastępca dowódcy                                         | ppłk Antoni Glanz                                        |
| kwatermistrz                                             | mjr inż. Tadeusz Marian Kruszyński                       |
| płatnik                                                  | por. Karol Adolf Laturski                                |
| dowódca I dywizjonu                                      | tyt. ppłk Borys Kędzirałow                               |
| dowódca II dywizjonu                                     | mjr Gwido Arnold Reichenberg                             |
| dowódca III dywizjonu                                    | mjr Bohdan Stanisław Jakubowski                          |
| dowódca dywizjonu artylerii przeciwlotniczej nr 6        | mjr Franciszek Ksawery Mołodyński                        |
| Obsada personalna i struktura organizacyjna w marcu 1939 |                                                          |
| dowódca pułku                                            | płk mgr Jan Antoni Filipowicz                            |
| I zastępca dowódcy                                       | ppłk Tadeusz Feliks Frączek                              |
| adiutant                                                 | kpt. Zenon Sylwiusz Samek                                |
| lekarz medycyny                                          | mjr dr Władysław II Woliński                             |
| lekarz weterynarii                                       | mjr Rudolf Franciszek Henśl                              |
| oficer zwiadowczy                                        | kpt. Tadeusz Marian Janicki                              |
| w dyspozycji dowódcy                                     | kpt. Arseni Mielniczuk                                   |
| II zastępca dowódcy (kwatermistrz)                       | mjr Stanisław Domiczek                                   |
| oficer mobilizacyjny                                     | kpt. adm. (art.) Adam Raniecki                           |
| zastępca oficera mobilizacyjnego                         | por. Wacław Zawadzki                                     |
| oficer administracyjno-materiałowy                       | por. Józef Brzeziński                                    |
| oficer gospodarczy                                       | kpt. int. Władysław Szyba                                |
| oficer żywnościowy                                       | chor. Grzegorz Kaczorowski                               |
| dowódca plutonu łączności                                | por. Józef Kordylewski                                   |
| oficer plutonu                                           | ppor. Henryk Czesław Czerniewski                         |
| oficer plutonu                                           | ppor. Jerzy Bojarski                                     |
| dowódca I dywizjonu                                      | mjr Edward Reguła                                        |
| dowódca 1 baterii                                        | kpt. Jerzy Paulin Stępkowski                             |
| dowódca plutonu                                          | ppor. Raul Sergiusz Madeła                               |
| dowódca 2 baterii                                        | por. Bogumił Michał Walcuch                              |
| dowódca plutonu                                          | ppor. Alfred Wasilewski                                  |
| dowódca II dywizjonu                                     | mjr Zygmunt IV Dobrowolski                               |
| dowódca 4 baterii                                        | por. Józef Kornat                                        |
| dowódca plutonu                                          | ppor. Alojzy Klimek                                      |
| dowódca 5 baterii                                        | kpt. Józef Broda                                         |
| dowódca plutonu                                          | por. Franciszek Zyśko                                    |
| dowódca III dywizjonu                                    | mjr dypl. Kazimierz Szpądrowski                          |
| dowódca 7 baterii                                        | por. Antoni Lucjan Bonarski                              |
| dowódca plutonu                                          | ppor. Zbigniew Marian Latour                             |
| dowódca 8 baterii                                        | kpt. Bronisław Grzybowski                                |
| dowódca plutonu                                          | ppor. Jerzy Chmielewski                                  |
| na kursie                                                | por. Stanisław Maź                                       |
| na kursie                                                | ppor. Stanisław Rozwadowski                              |

## 6 pac w kampanii wrześniowej

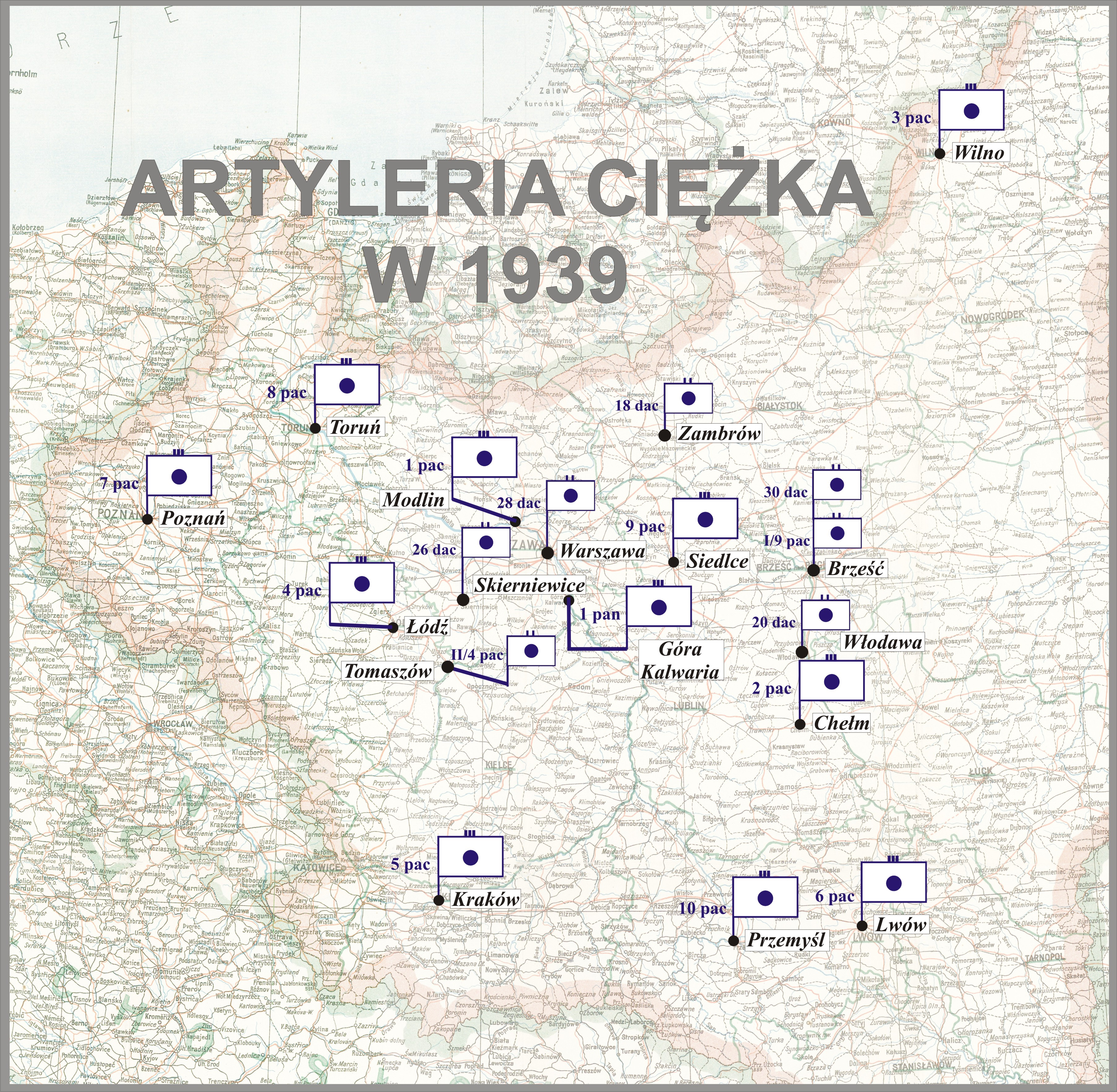
Artyleria ciężka w 1939 przed wybuchem II wojny światowej

### Mobilizacja
Pułk był jednostką mobilizującą. W 1939 zgodnie z planem mobilizacyjnym „W” sformował:
w dniach 24–26 sierpnia, w mobilizacji alarmowej, w grupie jednostek oznaczonych kolorem "czerwonym":
- 12 dywizjon artylerii ciężkiej typ II dla 12 DP
- pluton taborowy nr 12 dla 12 DP

od dnia 31 sierpnia 1939, w I rzucie mobilizacji powszechnej:
- 5 dywizjon artylerii ciężkiej typ II dla 5 DP w 5 dniu mobilizacji
- pluton taborowy nr 5 dla 5 DP
- 11 dywizjon artylerii ciężkiej typ II dla 11 DP w 4 dniu mobilizacji
- pluton taborowy nr 11 dla 11 DP
- dowództwo 6 pułku artylerii ciężkiej dla Armii „Łódź” w 7 dniu mobilizacji
- I dywizjon 6 pułku artylerii ciężkiej typ I dla Armii „Łódź" w 6 dniu mobilizacji
- II dywizjon 6 pułku artylerii ciężkiej typ I dla Armii „Łódź" w 6 i 7 dniu mobilizacji
- polowy szpital weterynaryjny nr 61 w 6 dniu mobilizacji
- polowy szpital weterynaryjny nr 62 w 7 dniu mobilizacji.

### Działania bojowe
W momencie rozpoczęcia mobilizacji dokonano rozśrodkowania mobilizowanych pododdziałów z 6 pac w Sokolnikach i Zubrzy poza Lwowem, prowadzono pobór koni i wozów w rejonie Sokala.    

#### I dywizjon armat 105 mm
31 sierpnia 1939 rozpoczął mobilizację I dywizjon armat kal. 105 mm, zakończył ją 5 września wieczorem. Rano 6 września I dywizjon przybył na stację kolejową Podzamcze, gdzie został załadowany i wieczorem odjechał ze Lwowa w kierunku Przemyśla. Jazda w kierunku frontu odbywała z częstymi przerwami z uwagi na uszkodzenia linii kolejowej i ataki lotnicze. 7 września w Sądowej Wiszni transport dywizjonu został zbombardowany, a następnie ostrzelany z broni pokładowej niemieckich samolotów. Poległo kilku kanonierów, a kilkunastu odniosło rany. Zabito ponad 30 koni, zniszczeniu uległy prawdopodobnie 2 armaty kal. 105 mm. 8 września I dywizjon w rejonie Medyki został ponownie zbombardowany, lecz tym razem bez strat. Z uwagi na zniszczenie linii kolejowej I dywizjon 9 września rozładował się, 3 bateria z uwagi na utratę dużej ilości koni i dwóch armat powróciła do Lwowa. 10 września I dywizjon pomaszerował w kierunku Przemyśla, a następnie Niżankowic i Dobromila, zajął stanowiska ogniowe w rejonie Dobromila i ostrzelał drogę Sanok-Sambor. Po wystrzeleniu łącznie 40 pocisków stanowiska I dywizjonu zostały zbombardowane przez lotnictwo niemieckie. Po nocnym marszu 10/11 września dywizjon I/6 pac osiągnął Medykę i został podporządkowany 38 Dywizji Piechoty rez.; po rozwinięciu stanowisk dwukrotnie ostrzeliwał oddziały niemieckie, sam był również pod ostrzałem wrogiej artylerii. Tego dnia działał na korzyść dowództwa obrony Przemyśla. Kolejne dwie noce maszerował osiągając 12 września folwark Kopań, 13 września Mościska. Podczas następnej nocy maszerował w kierunku Sądowej Wiszni, o godz. 3:00 14 września dywizjon zajął stanowiska ogniowe i otworzył ogień na zajętą przez wojska niemieckie Sądową Wisznię; po godzinnym ostrzale miejscowość została zdobyta przez piechotę 38 DP rez., w trakcie ostrzału doszło do pojedynku z artylerią niemiecką. Po odpoczynku kolejnej nocy 14/15 września dywizjon ruszył w kierunku Lwowa, lecz w rejonie wsi Rodatycze napotkano niemieckie pozycje obronne. Dywizjon zawrócił do Sądowej Wiszni, o godz. 10 zajęto stanowiska ogniowe z których ostrzeliwano pozycje niemieckie w Rodatyczach i Didiatyczach; stanowiska 1 i 2 baterii dywizjonu zostały ostrzelane ogniem artylerii niemieckiej i zaatakowane przez lotnictwo niemieckie. Po zmianie stanowisk ok. 500 m w przód ponowiono ostrzał; na stanowiska 2 baterii wyjechał od strony Didiatycz czołg niemiecki, który został zniszczony strzałem "na wprost". Wieczorem 15 września stanowiska 2 baterii zostały nakryte ogniem niemieckiej artylerii, w efekcie czego poległo 2 kanonierów, 2 kolejnych odniosło rany.
Z uwagi na zamiar dołączenia do 24 Dywizji Piechoty wysłano w kierunku Janowa, Kozic, Bartników Dominikańskich i Brzuchowic pluton łączności i tabory dywizjonu pod dowództwem ppor. Ignacego Moczarskiego; pododdział ten po dotarciu w rejon Brzuchowic 20 września został otoczony i rozproszony, większość żołnierzy dostała się do niewoli. Rano 16 września 2 bateria zajęła stanowiska w Księżym Moście; podczas zmiany stanowisk była atakowana przez niemieckie lotnictwo, w sumie trzy razy, w atakach tych poległo 3 żołnierzy, 1 został ranny, stracono 9 koni. Dywizjon był ostrzeliwany przez artylerię wroga. 16 września wieczorem I/6 pac ostrzeliwał zajęte przez oddziały niemieckie wsie Ożomle, Bruchnal, Czarnokońce, Nowosiółki i Mużyłowice. Następnie niemiecką kolumnę w Czarnokońcach wiozącą paliwo i amunicję, niszcząc ją zupełnie. Po zdobyciu przez piechotę Czarnokońców i Mużyłowic ostrzeliwał w nocy Ożomle. 17 września 2 bateria maszerując kryła się w lasach, wraz z innymi oddziałami polskimi Frontu Południowego, była ostrzeliwana przez artylerię niemiecką; poległo 4 kanonierów, zniszczone zostały dwie armaty. 18 września 2 bateria, będąc okrążona wraz z innymi oddziałami, w godzinach nocnych uległa panice, w jej wyniku rozbiegło się większość żołnierzy baterii, zabierając wszystkie konie. W baterii pozostało kilkunastu kanonierów; kpt. Antoni Bonarski wydał rozkaz zniszczenia pozostałych armat i sprzętu oraz rozwiązał baterię. W nocy 16/17 września pozostała część dywizjonu maszerowała poprzez Nowosiółki, Mogiłę i Mużyłowice, potem Berdychów, Mołoszkowice do Kolonii Kopanka, gdzie zajęła stanowiska ogniowe 1 bateria. 17 września popołudniem wspierała ogniem obronę 11. Karpackiej Dywizji Piechoty, kilkakrotnie powstrzymując natarcie wojsk niemieckich. 17/18 września maszerowała duktami leśnymi w kierunku szosy Jaworów – Janów. 18 i 19 września 1 bateria wraz z dowództwem dywizjonu przebijała się w kierunku Lwowa wspierając ostrzałem artyleryjskim polską piechotę; dotarła do Hołoska. Próby przebicia się do Lwowa okazały się nieskuteczne. 20 września, po wystrzeleniu resztek amunicji, 1 bateria z rozkazu gen. broni Kazimierza Sosnkowskiego została rozwiązana, armaty zniszczono. Dowódca I dywizjonu i dowódca 1 baterii kapitanowie Jerzy Stępkowski i Józef Broda, wraz z częścią żołnierzy, dostali się do niewoli sowieckiej.   

#### II dywizjon haubic 155 mm
Wieczorem 6 września zakończył mobilizację II dywizjon haubic. 7 września rano, na Dworcu Towarowym we Lwowie, wyjechały transporty kolejowe z bateriami II dywizjonu, wieczorem dowództwo II dywizjonu i dowództwo 6 pac. Transporty jechały przez Kamionkę Wołoską, 8 września przez Rawę Ruską, 9 września dotarły do mostu na Sanie w rejonie Muniny koło Jarosławia. Transporty były atakowane przez lotnictwo niemieckie; z uwagi na zniszczenia torów wycofano je na rozkaz dowódcy pułku ppłk. Tadeusza Frączka do Rawy Ruskiej. W Oleszycach, na zachód od Lubaczowa, transporty II/6 pac zostały wyładowane. Na rozkaz dowódcy OK VI podjęto marsz dywizjonu i dowództwa pułku do Gródka Jagiellońskiego. Następnie przez Niemirów do Janowa, który 6 pac (bez I dywizjonu) osiągnął 12 września. 12 września II/6 pac rozwinął stanowiska ogniowe w gotowości do wsparcia w walce batalionu marszowego 19 pułku piechoty mjr. Blutreicha nad Wereszycą. Wieczorem tego dnia dowództwo 6 pac i II dywizjon otrzymały rozkaz do odmarszu do Lwowa. Z uwagi na przydzielenie bm/19 pp do obrony Składnicy Uzbrojenia nr VI, dowódca 6 pac wydzielił 6 baterię do wsparcia batalionu. 13 września 6 bateria w godzinach porannych osiągnęła razem batalionem marszowym 19 pp rejon Brzuchowice – Rzęsna Ruska. Zajęła stanowiska obok stacji kolejowej w Brzuchowicach, skąd ostrzeliwała niemiecki batalion III/99 pułku strzelców górskich, który zajął Rzęsnę Ruską i Polską. 14 września 6 bateria wraz z bm/19 pp dotarła do Hołoska do składnicy. 15 września 6 bateria prowadziła ostrzał okolic sanatorium przeciwgruźliczego w Hołosku, celem otwarcia drogi do Lwowa. Podobnie 16 września bateria wystrzeliła dużą ilość amunicji, którą pozyskiwała ze składów w Hołosku, jednak piechota drogi do Lwowa nie otworzyła. Bateria wspierała intensywnym ostrzałem obronę składnicy, niszcząc w dniach 17-19 września 2-3 czołgi, kilka pojazdów samochodowych; pluton piechoty sformowany z jezdnych, zwiadu i drużyny km baterii wziął do niewoli załogę 7 motocykli niemieckich. 20 września 6 bateria prowadziła intensywne walki w obronie składnicy, pomimo ostrzału artylerii niemieckiej. Poległ w walce 1 oficer, rannych zostało kilku kanonierów i 1 oficer, utracono ok. 10 koni. 20 września wieczorem dowódca OK VI wydał rozkaz kapitulacji załogi składnicy. Załoga skapitulowała 21 września w godzinach porannych, większość baterii dostała się do niemieckiej niewoli, haubice uszkodzono, do Lwowa przedarła się niewielka grupa, w której był dowódca baterii por. Julian Pauluk z oficerem ogniowym.  
13 września dowództwo 6 pac i II dywizjon haubic, bez 6 baterii, dotarli do Lwowa. Do 6 pac dołączyła 3 bateria z dwoma armatami kal. 105 mm. 4 bateria haubic zajęła stanowiska ogniowe na wschód od Cmentarza Łyczakowskiego, 5 bateria haubic na Cytadeli, a 3 bateria armat w rejonie ul. Piekarskiej. 6 pac stanowił artylerię ogólnego działania obrony Lwowa. Baterie intensywnie wspierały obronę Lwowa; 15 września ostrzeliwały skutecznie Kortumową Górę podczas ataku jednostek 35 Dywizji Piechoty rez. oraz ogniem nękającym rozpoznane niemieckie stanowiska, skrzyżowanie drogi i przejazdu kolejowego w Rzęśnie Polskiej skład benzyny, stanowisko artyleryjskie. Baterie wystrzeliły odpowiednio: 3 bateria ok. 10 pocisków, 4 bateria 12 pocisków, a 5 bateria ok. 20 pocisków. 16 września baterie 6 pac wspierały batalion III/206 pułku piechoty w natarciu na południowe stoki wzg. 324. 17 września 4 bateria wystrzeliła 27 pocisków na żądanie własnej piechoty w rejon Brzuchowic i Hołoska. 3 bateria oddała 8 strzałów na lotnisko w Skniłowie i na żądanie własnej piechoty w rejonie Rzęsny Ruskiej. 5 bateria oddała 5 strzałów, na stanowiska niemieckiej artylerii i nieustaloną ilość pocisków na cele w rejonie Sygniówki i lasu Białohoryszcze, trafiając składy amunicji. 18 września 5 bateria na cele na przedpolach Lwowa w rejonie Zboisk, Skniłowa, Zimnej Wody Kulparkowa wystrzeliła 38 pocisków, a 4 bateria w rejon Pirogówki 8 pocisków, poniosła straty 4 poległych, 8 rannych i 10 koni utraconych. 3 bateria 16 pocisków na cele w lesie Biłohoroszcze. 19 września baterie ostrzeliwały rejon Brzuchowic na korzyść natarcia wojsk Frontu Południowego przebijającego się do Lwowa. 3 bateria wystrzeliła na lądowisko niemieckich samolotów w Zimnej Wodzie, piechotę, składy amunicji i inne cele 78 pocisków. 4 bateria 57 pocisków na kolumnę pancerno-motorową, skład amunicji i piechotę niemiecką. 5 bateria wystrzeliła 20 pocisków na stanowiska niemieckiej piechoty i broni pancernej. 20 września w walkach od godz. 14.00 uczestniczyła głównie 4 bateria wystrzeliwując 27 pocisków na niemiecką piechotę w rejonie Pasiek Miejskich, Hołoska Wielkiego i Sanatorium w Hołosku. Podczas walk o Lwów 6 pac prowadził pojedynek artyleryjski z niemieckimi bateriami, z nieznanym skutkiem; nieprzyjacielska artyleria uzyskała jedno nakrycie 4 baterii, poległo wówczas 3 artylerzystów. Pułk skapitulował przed wojskami sowieckimi wraz z całym garnizonem Lwowa. 22 września zniszczono sprzęt optyczny i broń strzelecką, uszkodzono działa. Żołnierzom pochodzącym ze wsi dowódca pułku polecił zabrać konie z uprzężą i udać się do domów, oficerom zaś nie zgłaszać się na miejsce zbiórki, lecz ukryć się i uciekać. Ci którzy zignorowali rozkaz ppłk Frączka, zostali zamordowani w "zbrodni katyńskiej".

### Oddział Zbierania Nadwyżek 6 pac
Z nadwyżek pozostałych po sformowaniu dywizjonów artylerii ciężkiej i 6 pac, 9 lub 10 września sformowano improwizowaną baterię artylerii ciężkiej, którą wysłano do Grupy "Żółkiew" płk. dypl. Stefana Iwanowskiego formowanej w rejonie Żółkwi. Od 12 do 15 września walczyła w rejonie Żółkwi, dalsze jej losy są nieznane.
Z pozostałych w koszarach żołnierzy 6 pac, 12 września sformowano spieszoną baterię pod dowództwem kpt. Tadeusza Sklepińskiego, uzbrojoną jedynie w broń ręczną, liczącą w trzech plutonach ok. 160 artylerzystów. 12 września obsadziła stację kolejową Persenkówka wraz z batalionem piechoty OZ  19 pułku piechoty mjr Romualda Majewskiego. Następnie podlegała dowódcy sektora południowego – 3 pułk piechoty OW Grodno ppłk. Stefanowi Mrozkowi. 18 września bateria wymaszerowała celem zmiany na Wzgórzach Wuleckich kompanii piechoty w okopach, w trakcie marszu ostrzelana została ogniem artylerii niemieckiej, gdzie poniosła znaczne straty osobowe i do zluzowania piechoty nie doszło. Jeden z plutonów 22 września miał za zadanie odbicie folwarku za rogatką Zieloną z rąk sowieckich.
| Struktura organizacyjna i obsada personalna we wrześniu 1939 | Struktura organizacyjna i obsada personalna we wrześniu 1939 |
| Dowództwo                                                    | Dowództwo                                                    |
| ------------------------------------------------------------ | ------------------------------------------------------------ |
| dowódca pułku                                                | ppłk Tadeusz Frączek                                         |
| adiutant pułku                                               | kpt. Zenon Samek                                             |
| oficer łączności                                             | por. Józef Kordylewski                                       |
| I dywizjon                                                   |                                                              |
| dowódca I dywizjonu                                          | kpt. Jerzy Stępkowski                                        |
| oficer zwiadowczy                                            | ppor. rez. Stanisław Skrzypek                                |
| oficer obserwacyjny                                          | ppor. rez. Jan Damm                                          |
| dowódca plutonu łączności                                    | ppor. Ignacy Moczarski                                       |
| dowódca 1 baterii                                            | kpt. Józef Broda                                             |
| dowódca 2 baterii                                            | kpt. Antoni Bonarski                                         |
| oficer ogniowy                                               | ppor. Jerzy Chmielewski                                      |
| dowódca 3 baterii                                            | por. Stanisław Maź                                           |
| II dywizjon                                                  |                                                              |
| dowódca II dywizjonu                                         | mjr Edward Reguła                                            |
| dowódca 4 baterii                                            | ppor. Jerzy Dębski                                           |
| dowódca 5 baterii                                            | por. Franciszek Zyśko                                        |
| dowódca 6 baterii                                            | por. rez. Julian Pauluk                                      |
| oficer ogniowy                                               | ppor. Stanisław Rozwadowski                                  |

## Symbole pułkowe

### Sztandar
16 grudnia 1937 Prezydent RP Ignacy Mościcki zatwierdził wzór sztandaru 6 pac. 22 listopada 1938 w czasie wręczania sztandarów oddziałom artylerii ze Lwowa i Małopolski wschodniej gen. dyw. Tadeusz Kasprzycki wręczył pułkowi sztandar ufundowany przez zarząd miasta Lwowa.
Prawa strona sztandaru była wykonana według wzoru regulaminowego. W centrum znajdowało się godło państwowe – orzeł w koronie w wieńcu z liści laurowych, w czterech rogach numer pułku w mniejszych wieńcach.

Na lewej stronie płatu sztandarowego, pośrodku krzyża kawaleryjskiego znajdował się wieniec taki sam jak po stronie prawej, a w wieńcu trzywierszowy napis „HONOR I OJCZYZNA”. W rogach sztandaru, w mniejszych wieńcach umieszczone były na tarczach:
- w prawym górnym rogu – wizerunek Matki Boskiej Ostrobramskiej,
- w lewym górnym rogu – wizerunek św. Barbary,
- w prawym dolnym rogu – godło ziemi lwowskiej,
- w lewym dolnym rogu – odznaka pamiątkowa 6 pac.

Na ramionach krzyża kawalerskiego znajdowały się wyhaftowane nazwy i daty ważniejszych bitew pułku:
- na górnym – „Sokółka 24.VII.1920”,
- na dolnym – „Kojdanów 4.IX.1920”,
- na lewym – „Lure 1919”,
- na prawym – „Lwów 21.IV.1919”.

We wrześniu 1939 sztandar ukryto w budynku Ossolineum we Lwowie. Po 1945 został przewieziony do Wrocławia, gdzie przez 40 lat znajdował się w rękach prywatnych. Obecnie znajduje się na ekspozycji głównej Muzeum II Wojny Światowej w Gdańsku.

### Odznaka pamiątkowa
26 marca 1934  Minister Spraw Wojskowych marszałek Polski Józef Piłsudski zatwierdził wzór i regulamin odznaki pamiątkowej 6 pułku artylerii ciężkiej. Odznakę o wymiarach 34x34 mm stanowi wizerunek moździerza z kołem, na którym w górnej części umieszczony jest herb Lwowa. Na oporze moździerza wpisano numer „6” zaś na trzech ustawionych pionowo pociskach inicjały „PAC”. Odznaka jednoczęściowa, wykonana w srebrze, bez emalii. Na rewersie próba srebra i inicjały grawera „WG” – Wiktora Gontarczyka z Warszawy.
Po raz pierwszy odznaki zostały wręczone 20 kwietnia 1934. Rozkazem dowódcy pułku nr 90/34 odznaki przyznano także miastu Lwów, 5 DP, 14 DP, 5 pal, 12 pal, 1 pam, 6 plot., 6 daplot. Poza odznakami srebrnymi i metalowymi wykonano dwie odznaki złote. Delegacja pułku wręczyła je prezydentowi RP Ignacemu Mościckiemu oraz marszałkowi Józefowi Piłsudskiemu.

## Artylerzyści – Obrońcy Lwowa

### Dowódcy i zastępcy dowódcy pułku
| Stopień, imię i nazwisko                            | Okres pełnienia służby     | Kolejne stanowisko                    |
| Dowódcy pułku                                       | Dowódcy pułku              | Dowódcy pułku                         |
| --------------------------------------------------- | -------------------------- | ------------------------------------- |
| ppłk / płk art. Tadeusz Łodziński                   | 6 X 1921 – 25 III 1925     |                                       |
| mjr art. Karol Baying                               | p.o. 26 IV - 31 V 1925     |                                       |
| płk art. inż. Jerzy Dobrowolski                     | 31 V 1925 – 23 V 1927      | szef 6 Okręgowego Szefostwa Artylerii |
| ppłk / płk SG dr Wojciech Pietras                   | od 23 V 1927               |                                       |
| mjr / ppłk art. Jan Woźniakowski                    | p.o. 28 X 1930             |                                       |
| ppłk dypl. art. Wojciech Fyda                       | od 1 III 1931              |                                       |
| ppłk dypl. Tadeusz Roman Tomaszewski                | od 11 III 1936             |                                       |
| ppłk dypl. Ludwik Jacek Ciba                        | 28 I - † 9 XI 1938         |                                       |
| ppłk art. Tadeusz Frączek                           | p.o. od 9 XI 1938          |                                       |
| płk art. mgr Jan Filipowicz                         | od 19 XII 1938 – VIII 1939 | dowódca artylerii dywizyjnej 39 DP    |
| ppłk art. Tadeusz Frączek                           | od 1 VIII 1939             |                                       |
| Zastępcy dowódcy pułku – od 1938 I zastępcy dowódcy |                            |                                       |
| ppłk art. Karol Schrötter                           | do 20 II 1925              | dowódca 3 pac                         |
| płk art. Romuald Kowalski                           | do II 1926                 | dyspozycja dowódcy OK VI              |
| płk art. Adolf Małyszko                             | II 1926 - 31 III 1927      | praktyka poborowa w PKU Sosnowiec     |
| ppłk art. dr Roman Odzierzyński                     | V 1927 – III 1928          |                                       |
| ppłk art. Antoni Glanz                              | IV 1928 – 22 III 1929      | p.o. komendanta PKU Grodzisk Maz.     |
| mjr / ppłk art. Jan Woźniakowski                    | 27 IV 1929 – 1932          | dowódca 10 dak                        |
| mjr / ppłk art. Witold Sztark                       | 9 XII 1932 – 1935          |                                       |
| ppłk art. Tadeusz Frączek                           | 1 I 1935 – 30 VII 1939     | dowódca 6 pac                         |
| mjr art. Stanisław Domiczek (II z-ca)               | od 7 VI 1934               |                                       |

### Żołnierze pułku - ofiary zbrodni katyńskiej
Biogramy ofiar zbrodni katyńskiej znajdują się między innymi w bazach udostępnionych przez Ministerstwo Kultury i Dziedzictwa Narodowego oraz Muzeum Katyńskie.
| Nazwisko i imię    | stopień              | zawód             | miejsce pracy przed mobilizacją    | zamordowany |
| ------------------ | -------------------- | ----------------- | ---------------------------------- | ----------- |
| Bonarski Antoni    | porucznik            | żołnierz zawodowy | dowódca baterii                    | ULK         |
| Bromowicz Wiktor   | podporucznik rezerwy | inżynier chemik   | Fabryka Związków Azotowych Mościce | Katyń       |
| Chmielik Wincenty  | porucznik rezerwy    | urzędnik          |                                    | ULK         |
| Czerniewski Henryk | podporucznik         | żołnierz zawodowy |                                    | ULK         |
| Kernberg Karol     | chorąży              | żołnierz zawodowy |                                    | Katyń       |
| Lerch Jerzy        | kapitan              | żołnierz zawodowy |                                    | Katyń       |
| Moos Stanisław     | porucznik            | żołnierz zawodowy |                                    | Katyń       |
| Nowicki Kazimierz  | podporucznik rezerwy | inżynier elektryk |                                    | Katyń       |
| Chramiec Józef     | porucznik rezerwy    | inżynier rolnik   | Zoot. Stacja Dośw. w Boguchwale    | Charków     |
| Gadomski Tadeusz   | kapitan              | żołnierz zawodowy | (e)                                | Charków     |
| Kornat Józef       | porucznik            | żołnierz zawodowy |                                    | ULK         |
| Okęcki Kazimierz   | podporucznik rezerwy |                   |                                    | Charków     |
| Reguła Edward      | major                | żołnierz zawodowy |                                    | ULK         |
| Samek Zenon        | kapitan              | żołnierz zawodowy |                                    | ULK         |
| Stępkowski Jerzy   | kapitan              | żołnierz zawodowy |                                    | ULK         |
| Szyba Władysław    | kapitan              | żołnierz zawodowy | (e)                                | Charków     |
| Wasilewski Alfred  | podporucznik         | żołnierz zawodowy |                                    | ULK         |
| Wierzejski Alfred  | kapitan rezerwy      | urzędnik          |                                    | ULK         |
| Zyśko Franciszek   | porucznik            | żołnierz zawodowy |                                    | Charków     |